# Pomerania Occidental-Greifswald
Pomerania Occidental-Greifswald (en alemán: Vorpommern-Greifswald) es uno de los seis distritos del estado federal alemán de Mecklemburgo-Pomerania Occidental. Está situado al extremo oeste del estado limitando al norte con Pomerania Occidental-Rügen y el mar Báltico, al este con Polonia, al sur con el estado de Brandeburgo y al oeste con Llanura Lacustre Mecklemburguesa.

## Demografía
| Gráfica de evolución de Pomerania Occidental-Greifswald entre 2010 y 2019 |
|                                                                           |
| Fuente:Statistisches Amt Mecklenburg-Vorpommern.                          |

## Galería

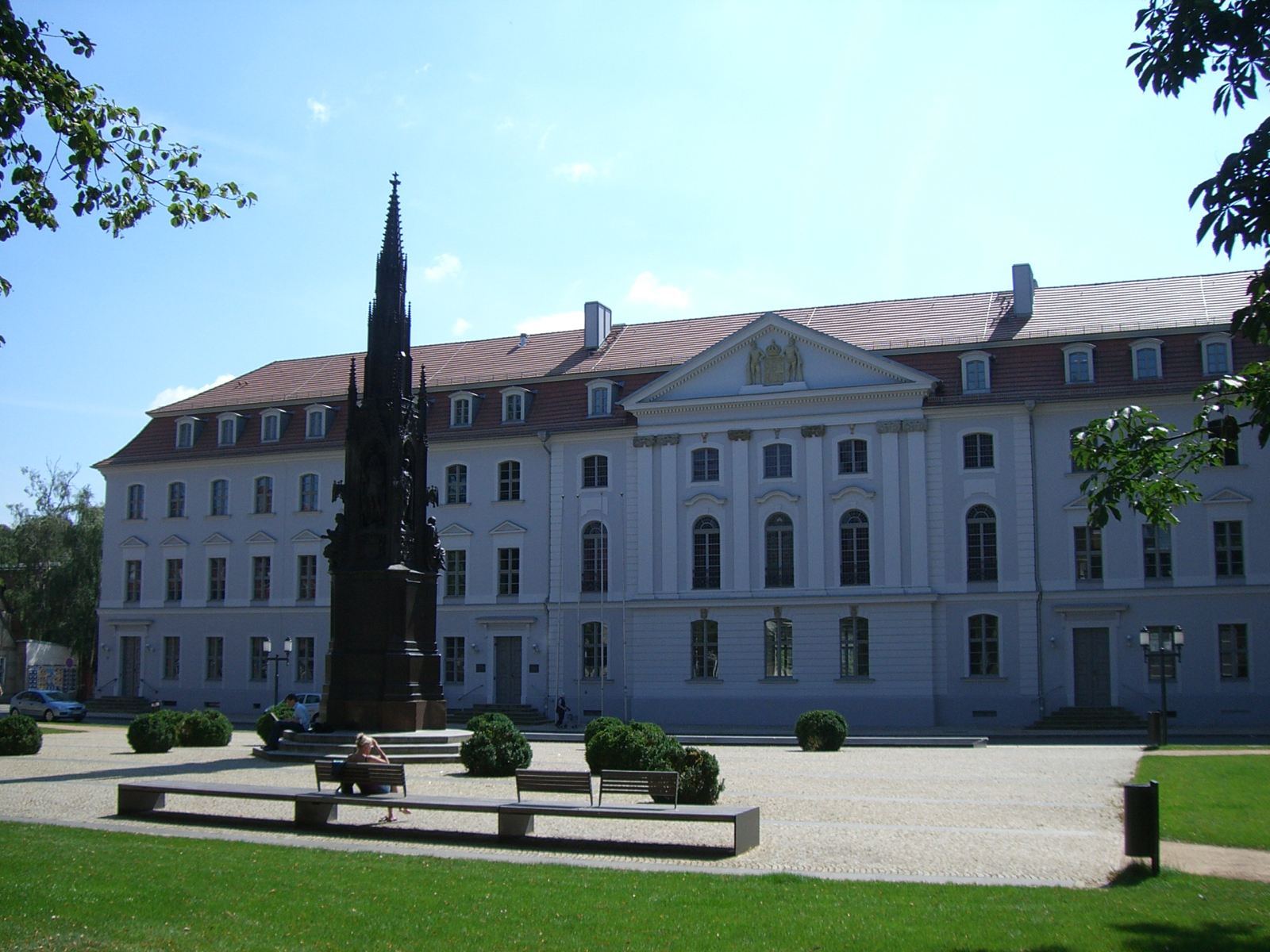
Universidad de Greifswald
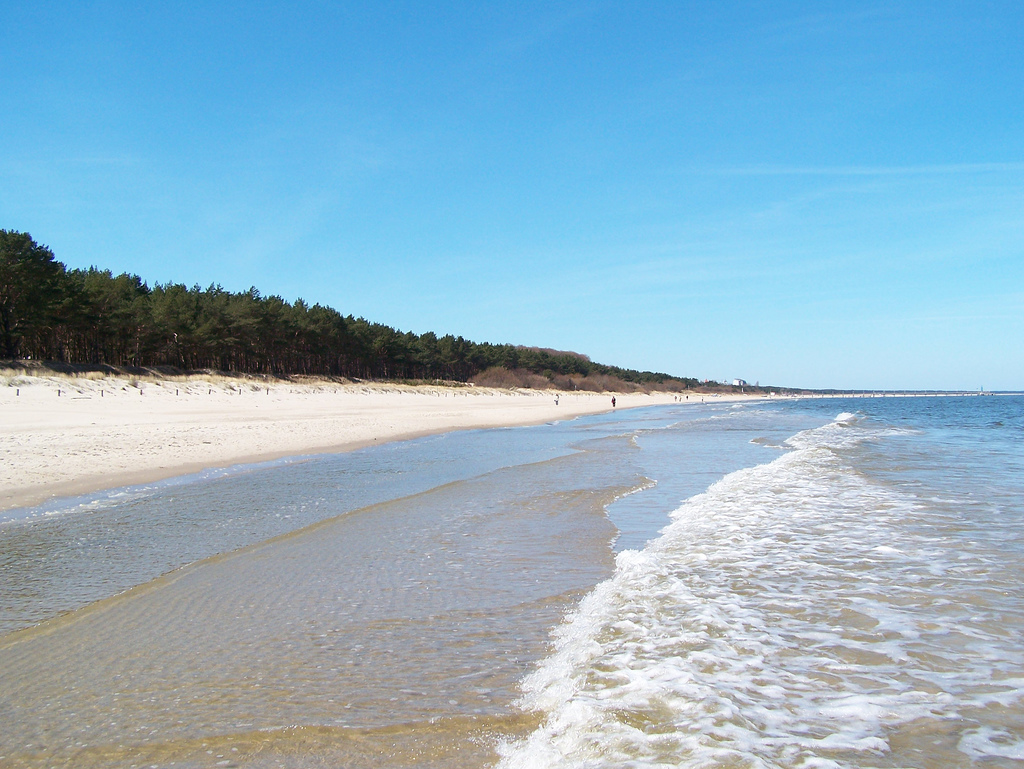
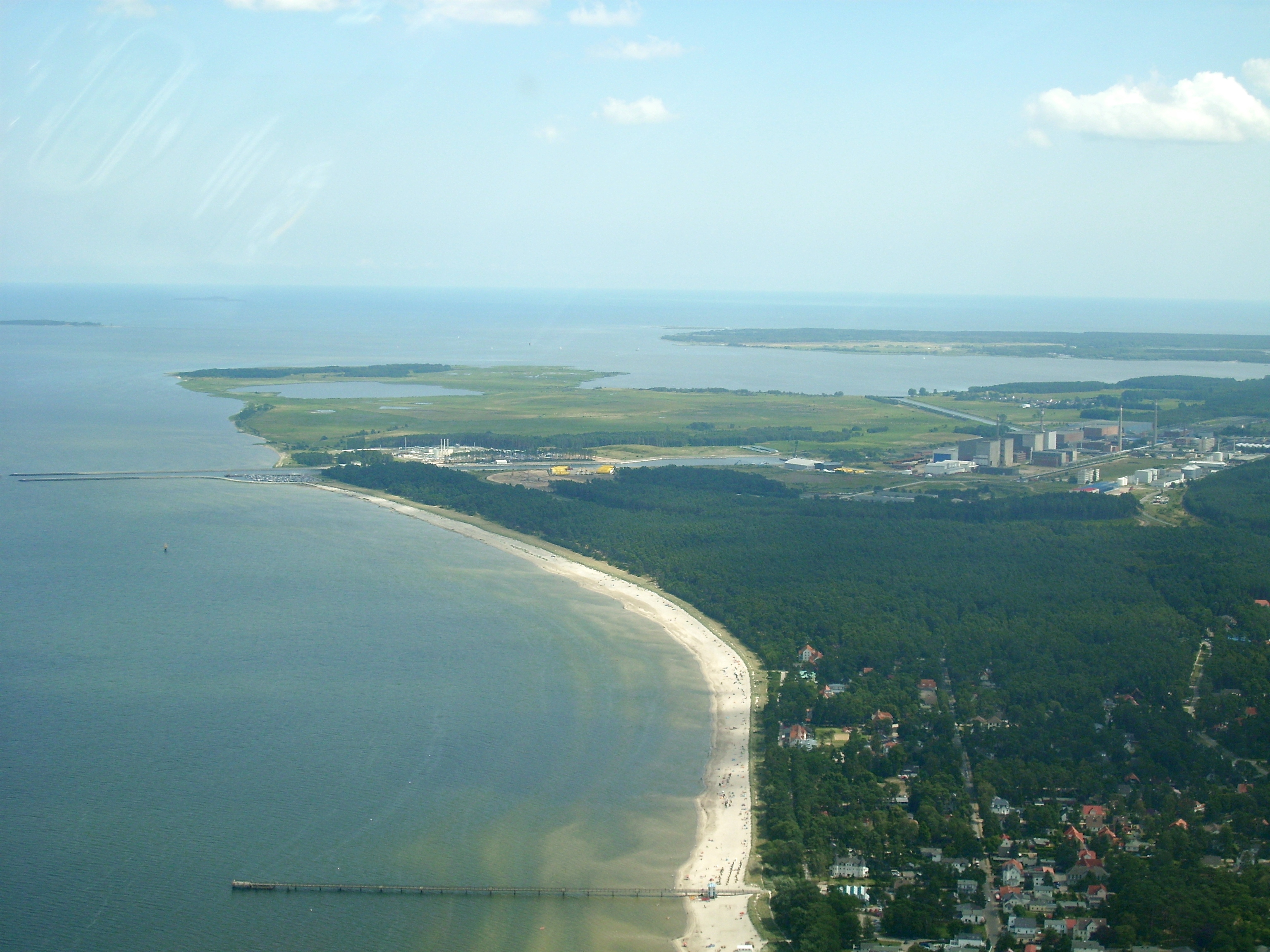
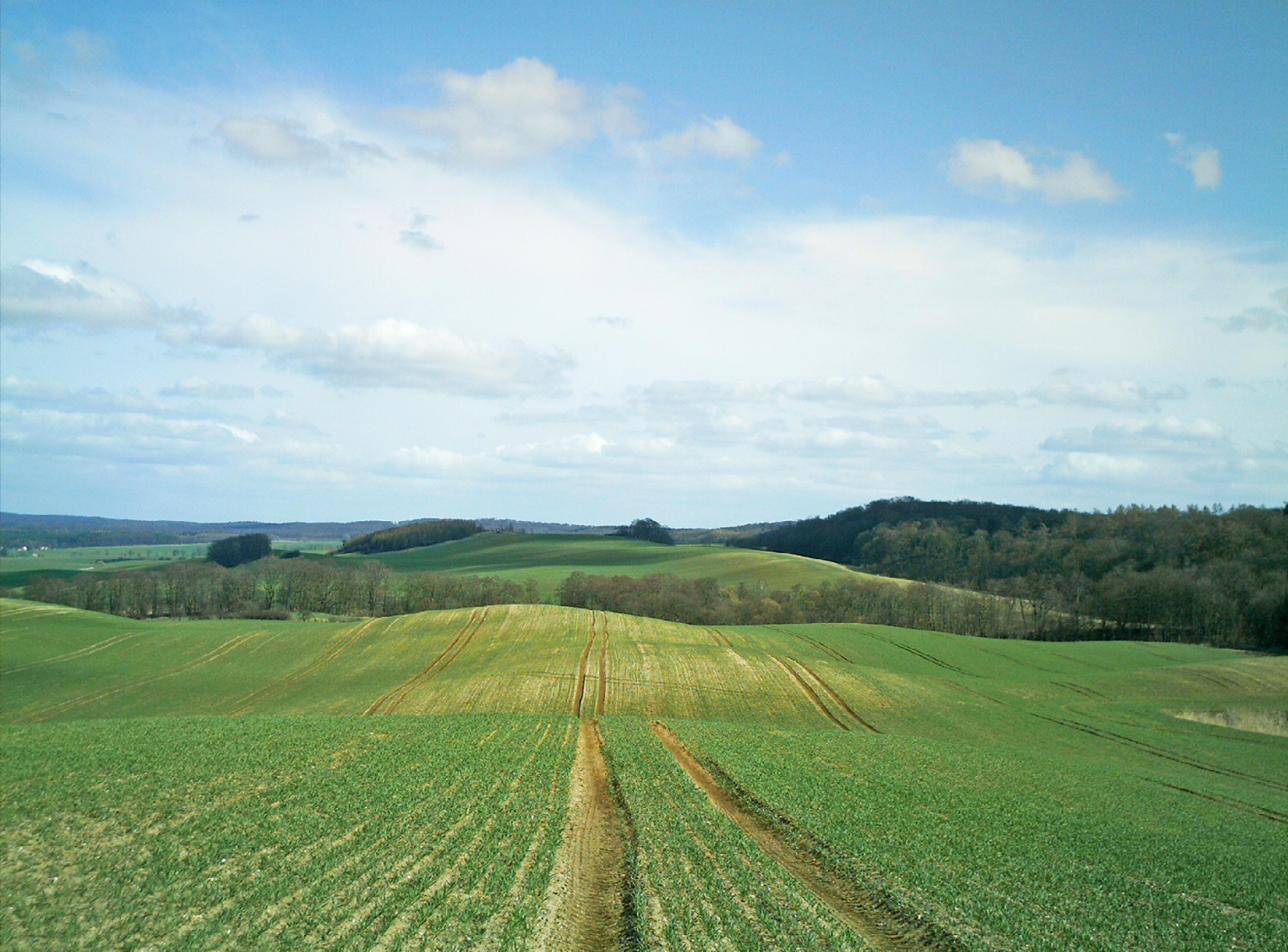